# Bani (Thiou)
Pour les articles homonymes, voir Bani.
Bani est une localité du Burkina Faso, située dans le département de Thiou,  la province du Yatenga et la région du Nord, à proximité de la frontière avec le Mali.

## Population
Lors du recensement de 2006, on y a dénombré 2 430 habitants. 